# Cerro Quimal
Der Cerro Quimal ist ein Berg bei San Pedro de Atacama im Norden Chiles. Er ist die höchste Erhebung in der Cordillera Domeyko, einer Bergkette in der Andenpräkordillere, westlich des Salar de Atacama.

## Mythische Bedeutung
Der Cerro Quimal ist in der Mythologie der lokalen Bevölkerung, der Likan Antai (Atacameños) ein heiliger Berg. Jede Gemeinschaft hat ihren eigenen Wächterberg. Aber bestimmte Berge schützen alle Gemeinschaften. Das ist der Fall mit dem Quimal und dem in der Nähe liegenden Licancabur, mit denen die Gemeinden von San Pedro de Atacama, Peine, Camar, Socaire, Talabre, Toconao, Santiago de Río Grande und Machuca rituell verbunden sind. 

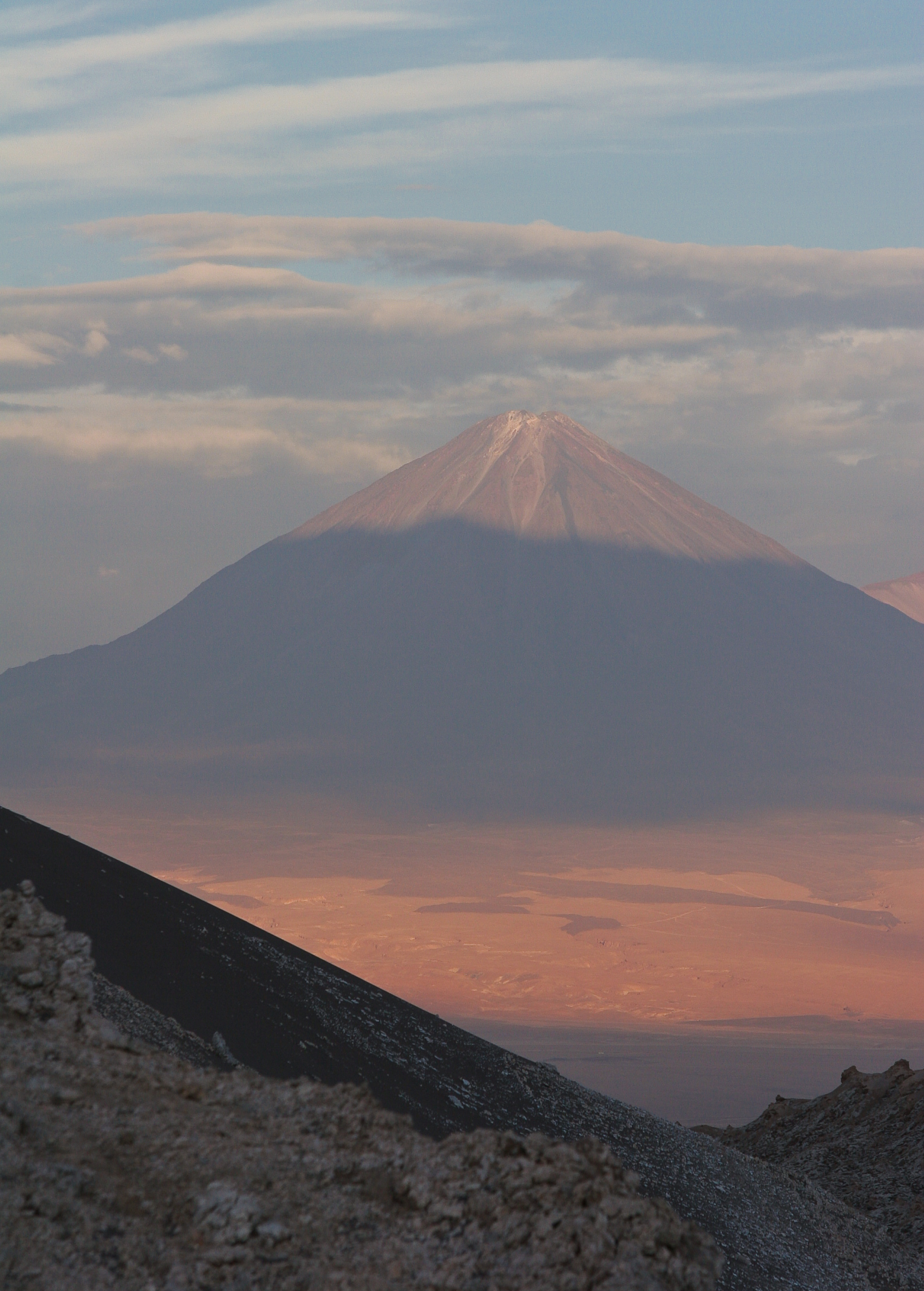
Beim Sonnenuntergang im Südsommer wirft der Quimal seinen Schatten auf den Licancabur.

 Der Quimal (Kunza: Mama Kimanchu) ist dabei der weibliche Berg und der Likancabur (Kunza: Tata Likanku) der männliche Gegenpart. Dieser Art von Berg wird mehr Macht zugesprochen und sie steht höher in der Hierarchie der Berge. Der Quimal wird symbolisch mit Regenwasser und Fruchtbarkeit in Verbindung gebracht. So wird in einer Zeremonie zur Reinigung der Bewässerungskanäle der Quimal durch ein besonderes Lied und einen gemeinschaftlichen Tanz, Talatur genannt, um Regen angerufen. Am 1. August, der Tag an dem Pachamama (Mutter Erde) sich öffnet und bereit ist rituelle Gaben von den Menschen zu erhalten gibt es ein besonderes astronomisches Ereignis. Der Schatten des Licancabur erreicht bei Sonnenaufgang den Gipfel des Quimal. In dieser Erscheinung wird ein Liebesakt gesehen. Dieses jährlich stattfindende Ereignis wird von der Bevölkerung als ein Fruchtberkeitssymbol gesehen.

## Legende der drei heiligen Städte
Es ranken sich einige fantastische Geschichten um den Berg. So zum Beispiel die Legende der drei heiligen Städte. Sie besagt, dass zur Zeit als der Inka-König herrschte drei Städte existierten. Eine war Toconao, die andere „diese“ auf dem Berg Quimal und eine dritte dort wo heute Argentinien ist. Von diesen drei Städten hat nur Toconao überdauert. Die Stadt des Quimal erscheint an bestimmten Tagen im Jahr und liegt auf dessen Gipfel. Bei ganz bestimmten Gelegenheiten kann sie von verschiedenen Orten aus gesehen werden. Auf dem Gipfel erscheinen große beleuchtete Bauten die bald wieder verschwinden. Es erscheinen dann Bäume und bald darauf wieder die Stadt die dann längere Zeit sichtbar bleibt.